# Anthology 1
Anthology 1 — альбом-сборник группы The Beatles, выпущенный звукозаписывающим лейблом Apple Records в ноябре 1995 года. Это первая часть сборника из трёх частей, который вместе с телевизионным документальным сериалом, а также книгой получил название «Антология The Beatles». Anthology 1 поднялся на вершину чарта альбомов Billboard 200, а также был сертифицирован RIAA как восемь раз платиновый.

## Об альбоме
В Anthology 1 представлены ауттейки (пробные записи), редкости и записи с «живых» выступлений группы за период с 1958 по 1964 годы, начиная с времен, когда они существовали как The Quarrymen, через прослушивание для Decca (Decca) до сессий звукозаписи для альбома Beatles for Sale. Исторический интерес представляют впервые официально выпущенные записи выступлений с Стюартом Сатклиффом и Питом Бестом, когда они были в составе группы. Сатклифф, первоначальный басист группы до 1960 года, спорадически участвовавший в их втором гамбургском сезоне (Hamburg season), участвует в исполнении треков
«Hallelujah, I Love Her So», «You'll Be Mine» и «Cayenne». Пит Бест, который был барабанщиком группы начиная со времени до их первого приезда в Гамбург в августе 1960 года до 15 августа 1962 года, участвует в треках 10-12, 15-19 и 21-22.
Треки 10-12 на 1-м диске были записаны на сессии звукозаписи в Гамбурге, на которых The Beatles выступали в качестве аккомпанирующего ансамбля (back-up band) для английского рок-н-ролльного музыканта Тони Шеридана. Некоторые песни с этой сессии были выпущены в 1962 году на LP My Bonnie, где исполнителями значились (credited to) «Tony Sheridan and the Beat Brothers». Песня «My Bonnie» стала самым первым синглом The Beatles в Англии, с участием Шеридана как соло-вокалиста и гитариста. Треки 21-22 являются единственными сохранившимися записями первой сессии звукозаписи на EMI. Трек 22 — первоначальная запись песни «Love Me Do», которая, после того как Ринго Старр заменил Пита Беста, была через четыре месяца перезаписана группой для их первого сингла (уже именно как сингла The Beatles). Трек 23 записан с участием сессионного барабанщика EMI Энди Уайта (Andy White), игравшего вместо Старра.

## Список композиций

### Издание на CD

#### Диск 1
1. «Free as a Bird» (Леннон-Маккартни-Харрисон-Старки) — 4:25
  - Демо, записанное Ленноном в The Dakota, Нью-Йорк, 1977; версия The Beatles записана в студии Маккартни The Mill Studio, Суссекс, Англия, с 11 февраля по конец февраля 1994[1]
2. «We were four guys … that’s all» («Мы были четыре парня… вот и всё») (фрагмент беседы Леннона с Jann Wenner из "Rolling Stone" 8 декабря 1970 года в Нью-Йорке[1]) — 0:12
3. «That’ll Be the Day» [Mono] (Allison-Holly-Petty) — 2:08
4. «In Spite of All the Danger» [Mono] (Маккартни-Харрисон) — 2:45
  - Треки 3-4 записаны группой The Quarrymen в Phillips' Sound Recording Services, Ливерпуль, Англия, 12 июля 1958; в записи принимали участие Леннон, Маккартни, Харрисон, Джон Лоу (John Lowe) (клавишные) и Колин Хантон (Colin Hanton) (ударные); единственная копия записи имеется у Маккартни!; оригинальная «In Splite of All the Danger» длится 3:25, здесь представлена отредактированная версия[1]
5. «Sometimes I’d borrow … those still exist» («Иногда я заимствую … у тех, кто ещё есть») (фрагмент беседы Маккартни с Марком Льюисоном 3 ноября 1994 в Лондоне[1]) — 0:18
6. «Hallelujah, I Love Her So» [Mono] (Рэй Чарльз) — 1:13
7. «You’ll Be Mine» [Mono] — 1:39
8. «Cayenne» [Mono] (Маккартни) — 1:14
  - Треки 6-8 записаны в доме Маккартни в Ливерпуле, поздним летом или весной 1960; в записи принимает участие Стюарт Сатклифф (бас-гитара)
9. «First of all … it didn’t do a thing here» (из интервью Маккартни с Malcom Threadgill 27 октября 1962 во время интервью за кулисами Hulme Hall, Port Sunlight, Cheshire[1]) — 0:07
10. «My Bonnie» (традиционная, аранжировка Тони Шеридан) — 2:42
11. «Ain’t She Sweet» (Ager-Yellen) — 2:13
12. «Cry for a Shadow» (Леннон-Харрисон) — 2:22
  - Треки 10-12 записаны в Friedrich-Ebert-Halle, Гамбург, Германия, 22 июня 1961; в записи принимали участие: Тони Шеридан (вокал) - трек 10; Харрисон (гитара) - треки 10-12; Маккартни (бас-гитара, бэк-вокал) - треки 10-12; Леннон (ритм-гитара - треки 10-12, вокал - трек 11); Пит Бест (ударные) - треки 10-12[1]
13. «Brian was a beautiful guy … he presented us well» (из беседы Леннона с David Wigg 25 октября 1971 для Daily Express и Radio 1, интервью транслировалось в ноябре на "Scene And heard"[1]) — 0:10
14. «I secured them … a Beatle drink even then» (Брайан Эпстайн, читает отрывок из автобиографии A Cellarful of Noise для запланированного альбома, который так и не был завершен[1]) — 0:18
15. «Searchin’» [Mono] (Либер—Столлер) — 3:00
16. «Three Cool Cats» [Mono] (Либер—Столлер) — 2:25
17. «The Sheik of Araby» [Mono] (Smith-Wheeler-Snyder) — 1:43
18. «Like Dreamers Do» [Mono] — 2:36
19. «Hello Little Girl» [Mono] — 1:40
  - Треки 15-19 записаны в студии Decca (Лондон, 1 января 1962) для прослушивания у Decca Records.
20. «Well, the recording test … by my artists» (Эпстайн, из A Cellarful of Noise) — 0:32
21. «Bésame Mucho» [Mono] (Velázquez-Skylar) — 2:37
22. «Love Me Do» [Mono] — 2:32
  - Треки 21-22 записаны на EMI Studios, Лондон, 6 июня 1962
23. «How Do You Do It» [Mono] (Murray) — 1:57
  - Записано на EMI Studios, Лондон, 4 сентября 1962
24. «Please Please Me» [Mono] — 1:59
  - Записано на EMI Studios, Лондон, 11 сентября 1962
25. «One After 909» (Sequence) [Mono] — 2:23
26. «One After 909» (Complete) [Mono] — 2:56
  - Треки 25-26 записаны на EMI Studios, Лондон, 5 марта 1963
27. «Lend Me Your Comb» [Mono] (Twomey-Wise-Weisman) — 1:50
  - Записано «вживую» на BBC Maida Vale Studios, Лондон, 2 июля 1963, для радиопередачи Pop Go The Beatles
28. «I’ll Get You» [Mono] — 2:08
  - Записано «вживую» на Val Parnell’s Sunday Night at the London Palladium, Лондон, 13 октября 1963
29. «We were performers … in Britain» (из интервью Леннона с Jann Wenner) — 0:12
30. «I Saw Her Standing There» [Mono] — 2:49
31. «From Me to You» [Mono] — 2:05
32. «Money (That’s What I Want)» [Mono] (Gordy-Bradford) — 2:52
33. «You Really Got a Hold on Me» [Mono] (Robinson) — 2:58
34. «Roll Over Beethoven» [Mono] (Берри) — 2:22
  - Треки 30-34 записаны «вживую» в Karlaplansstudion, Стокгольм, Швеция, 24 октября 1963, для радиопередачи Popgrupp från Liverpool på besök i Stockholm (англ. Pop Group from Liverpool Visiting Stockholm)

#### Диск 2
1. «She Loves You» [Mono] — 2:50
2. «Till There Was You» [Mono] (Willson) / «For our last number…» (обращение Леннона к бедным и богатым) — 2:54
3. «Twist and Shout» [Mono] (Russell-Medley) — 3:05
  - Треки 1-3 записаны «вживую» в Prince of Wales Theatre, Лондон, 4 ноября 1963, для Royal Variety Performance
4. «This Boy» [Mono] — 2:22
5. «I Want to Hold Your Hand» [Mono] — 2:37
6. «Boys, what I was thinking…» (беседа Eric Morecambe и Ernie Wise с The Beatles) — 2:06
7. «Moonlight Bay» [Mono] (Madden-Wenrich) — 0:50
  - Треки 4-7 записаны «вживую» в ATV Studios, Лондон, 2 декабря 1963, для The Morecambe and Wise Show
8. «Can’t Buy Me Love» (Takes 1 & 2) — 2:10
  - Записано в Pathé Marconi Studio, Париж, Франция, 29 января 1964
9. «All My Loving» [Mono] — 2:19
  - Записано «вживую» во время CBS Television Studio, Нью-Йорк, США, 9 февраля 1964, для The Ed Sullivan Show (включая вступительное слов Эда Салливана)
10. «You Can’t Do That» (Take 6) — 2:42
11. «And I Love Her» (Take 2) — 1:52
  - Треки 10-11 записаны на EMI Studios, Лондон, 25 февраля 1964
12. «A Hard Day’s Night» (Take 1) — 2:44
  - Записано на EMI Studios, Лондон, 16 апреля 1964
13. «I Wanna Be Your Man» — 1:48
14. «Long Tall Sally» (Johnson-Penniman-Blackwell) — 1:45
15. «Boys» (Dixon-Farrell) — 1:50
16. «Shout» (Isley-Isley-Isley) — 1:31
  - Треки 13-16 записаны «вживую» на IBC Studios, Лондон, 19 апреля 1964, для телепередачи Around The Beatles
17. «I’ll Be Back» (Take 2) — 1:13
18. «I’ll Be Back» (Take 3) — 1:58
  - Треки 17-18 записаны на EMI Studios, Лондон, 1 июня 1964
19. «You Know What to Do» (Demo) (Харрисон) — 1:59
20. «No Reply» (Demo) — 1:46
  - Треки 19-20 записаны на EMI Studios, Лондон, 3 июня 1964
21. «Mr. Moonlight» (Takes 1 и 4) (Johnson) — 2:47
22. «Leave My Kitten Alone» (Take 5) (John-Turner-McDougal) — 2:57
  - Треки 21-22 записаны на EMI Studios, Лондон, 14 августа 1964
23. «No Reply» (Take 2) — 2:29
  - Записано на EMI Studios, Лондон, 30 сентября 1964
24. «Eight Days a Week» (Sequence) — 1:25
25. «Eight Days a Week» (Complete) — 2:48
  - Треки 24-25 записаны на EMI Studios, Лондон, 6 октября 1964
26. «Kansas City/Hey-Hey-Hey-Hey!» (Take 2) (Лейбер—Столлер/Penniman) — 2:44
  - Записано на EMI Studios, Лондон, 18 октября 1964

### Издание на виниле

#### Сторона 1
1. Free As A Bird
2. Speech: John Lennon
3. That’ll Be The Day
4. In Spite Of All The Danger
5. Speech: Paul McCartney
6. Hallelujah, I Love Her So
7. You’ll Be Mine
8. Cayenne
9. Speech: Paul
10. My Bonnie
11. Ain’t She Sweet
12. Cry For A Shadow

#### Сторона 2
1. Speech: John
2. Speech: Brian Epstein
3. Searchin'
4. Three Cool Cats
5. The Sheik Of Araby
6. Like Dreamers Do
7. Hellow Little Girl
8. Speech: Brian Epstein
9. Besame Mucho
10. Love Me Do
11. How Do You Do It
12. Please Please Me

#### Сторона 3
1. One After 909 (sequence)
2. One After 909 (complete)
3. Lend Me Your Comb
4. I’ll Get You
5. Speech: John
6. I Saw Her Standing There
7. From Me To You
8. Money (That’s What I Want)
9. You Really Got A Hold On Me
10. Roll Over Beethoven

#### Сторона 4
1. She Loves You
2. Till There Was You
3. Twist And Shout
4. This Boy
5. I Want To Hold Your Hand
6. Speech: Eric Morecambe and Ernie Wise
7. Moonlight Bay
8. Can’t Buy Me Love

#### Сторона 5
1. All My Loving
2. You Can’t Do That
3. And I Love Her
4. A Hard Day’s Night
5. I Wanna Be Your Man
6. Long Tall Sally
7. Boys
8. Shout
9. I’ll Be Back (Take 2)
10. I’ll Be Back (Take 3)

#### Сторона 6
1. You Know What To Do
2. No Reply (Demo)
3. Mr. Moonlight
4. Leave My Kitten Alone
5. No Reply
6. Eight Days A Week (False Starts)
7. Eight Days A Week
8. Kansas City/Hey-Hey-Hey-Hey!